# نهاية شيء ما (قصة قصيرة)
نهاية شيء ما (بالانجليزية The End of Something) هي قصة قصيرة للكاتب الأمريكي ارنست هيمنجواي نشرت عام 1925 ضمن مجموعته القصصية «في وقتنا»

## تاريخ النشر
كتب هيمنجواي قصته القصيرة «نهاية شئ ما» في مارس عام 1924 وفقًا لملحوظات على المخطوطة الكتابية، وأدعى بول سميث أن ذلك يعتمد على طبيعة الأوراق المستخدمة في المخطوطة، فمن الممكن أن تكون للقصة «بداية أسبق».

## ملخص القصة
تبدأ قصة «نهاية شئ ما» بوصف بلدة هورتون في ميشيغان، وهي بلدة قائمة على صناعة الخشب، فما أن تختفي الأحطاب يختفي مصنع الخشب كذلك ويأخذ معها «كل شئ قد جعل... هورتون بلدة.»

## الموضوعات
- المدينة الواحدة: تُوصف المدينة التي يتجهون إليها في الجزء الأول من القصة بأنها قد جاوزت أوجها من سنوات وأنها قد غدت الآن بالية جدًا وكسيرة المظهر، وهي تُصور بذلك حالة العلاقة بين نيك ومارجوري.
- السمك: تحاول «مارجوري» فتح موضوعًا للحديث مع نيك فتقول أن الأسماك وفيرة بالقرب، فيرد عليها «نيك» قائلًا «لكنهم لن يعضوا». وفي هذا الحالة يُصور نيك كأنه سمكة بينما مارجوري صيادًا تحاول أن «تغويه» أو «توقع به» في شباك الزواج.
- القرار: يبدو نيك في نهاية القصة محبطًا على الرغم من (أو ربما بسبب) الانفصال وغير قادر على التخلص من شعوره بالخسارة.

## الشخصيات
- نيك آدامز: هو شخصية تتكرر خلال هذه المجموعة القصصية وأعمال أخرى لارنست هيمنجواي.
- مارجوري (حبيبة نيك آدامز): وهي تبدي تقديرًا لصيد الأسماك مثلها في ذلك مثل نيك.
- بيل (صديق نيك آدامز): وهو الذي شجع نيك على إنهاء علاقته بمارجوري.

## عناصر السيرة الذاتية
لاحظ العديد من المحللين وجود صلة بين «نهاية شئ ما» وبين أحداث في حياة ارنست هيمنجواي، فقد سجل بيكر في كتابه «ارنست هيمنجواي: قصة حياة» أن هيمنجواي قد مر بـ «قصة حب قصيرة مع مارجوري بامب في بلدة هورتون في صيف عام 1919.»